# Impact environnemental

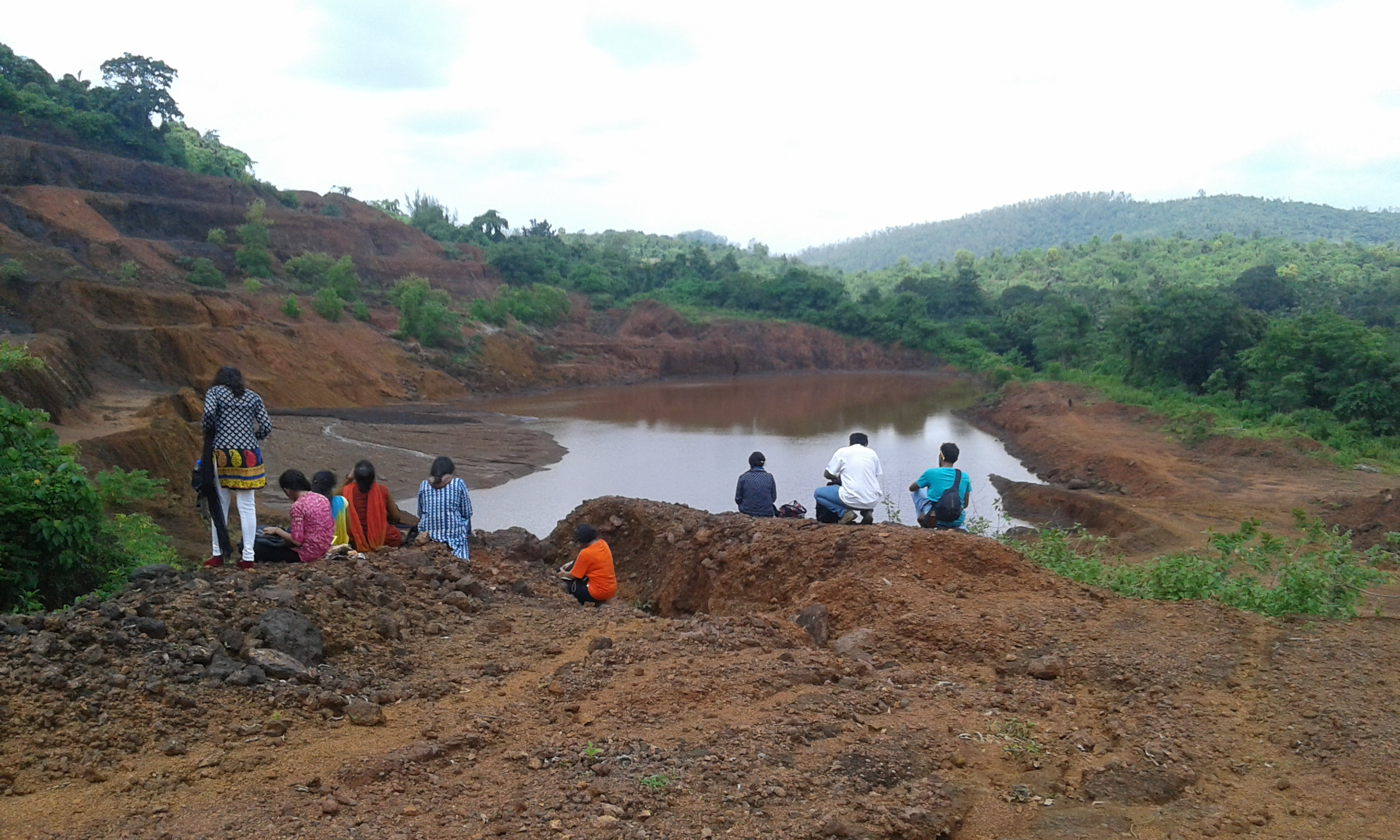
Un groupe d'étudiants étudie l'impact sur l'environnement d'une mine à ciel ouvert.

 (février 2023).
Si vous disposez d'ouvrages ou d'articles de référence ou si vous connaissez des sites web de qualité traitant du thème abordé ici, merci de compléter l'article en donnant les références utiles à sa vérifiabilité et en les liant à la section « Notes et références ».
L'impact environnemental est l'ensemble des changements qualitatifs, quantitatifs et fonctionnels de l'environnement (négatifs ou positifs) engendrés par un projet, un processus, un procédé, un ou des organismes, ou un ou des produits, de sa conception à sa fin de vie.
L'étude de l'impact environnemental est un outil utilisé par la norme ISO 14001 et dans l'analyse du cycle de vie.
Des études d'impacts environnementales sur les milieux biophysique et humain sont requises pour une majorité de projets. Elles sont nécessaires et obligatoires pour les projets d'envergure et sont habituellement assorties de mesures d'atténuation et/ou de mitigation et/ou de mise en valeur et/ou de formules compensatoires et/ou de mesures de conservation ou de restauration.

## Définition de l'impact
Le mot « impact » vient du latin impactus, du participe passé de « impigue », signifiant « heurté ». D'un point de vue strictement écologique, les impacts sont décrits comme des déviations de dynamiques naturelles d'évolution aboutissant à des modifications de l'état théorique d'écosystème.
Un impact sur l’environnement peut se définir comme l’effet, pendant un temps donné et sur un espace défini, d’une activité humaine sur une composante de l’environnement pris dans le sens large du terme (c’est-à-dire englobant les aspects biophysiques et humains), en comparaison de la situation probable advenant la non-réalisation du projet (Wathern, 1988). La réalisation du projet va donc entraîner une modification, c'est-à-dire une perturbation du système par rapport à l'état initial.

### Perturbations
Une étude d'impact environnemental doit appréhender l'évolution du système en considérant les effets du projet. Cette évolution se mesure à l'aide d'indicateurs. L'enjeu est de constater ou d'anticiper la réponse du dit système aux perturbations engendrées par le projet. La réalisation du projet entraîne trois types de perturbations (Deprest, 1997) :
- perturbations minimes : la structure du système n'est pas considérablement modifiée ; le système retrouvera un équilibre préalable ;
- perturbations importantes : la structure et le système se transforment totalement. Deux solutions sont possibles :
  - les modifications engendrées créent une nouvelle structure, aboutissant à un nouvel équilibre. Le système retrouve un équilibre dynamique différent de l'ancien,
  - les modifications engendrent une structure dont le fonctionnement provoque un déséquilibre dynamique.

### Effets
Ces perturbations entraînent alors des effets pouvant être multiples :
| Types d'effets                               | Principales caractéristiques                                                                       | Exemples                                                                         |
| -------------------------------------------- | -------------------------------------------------------------------------------------------------- | -------------------------------------------------------------------------------- |
| Itératifs                                    | Incidence peu fréquente et répétitive sur un même milieu environnemental                           | Déchets industriels déversés dans un lac                                         |
| À retardement                                | Incidence à long terme                                                                             | Effets cancérogènes                                                              |
| Concentrés                                   | Incidences de haute densité sur un milieu environnemental                                          | Morcellement des habitats, des forêts, estuaires                                 |
| À distance                                   | Incidence provenant d’une source lointaine                                                         | Grands barrages, émissions gazeuses dans l’atmosphère                            |
| De morcellement                              | Fractionnement des écosystèmes                                                                     | Abattage des forêts, aménagement des ports de plaisance des régions marécageuses |
| Combinés                                     | Effets synergiques provenant des sources multiples qui agissent sur un même milieu environnemental | Emissions gazeuses à effet de serre                                              |
| Indirects                                    | Incidence secondaire résultant d’une activité primaire                                             | Construction de route pour l’exploitation de nouvelles régions                   |
| Abrupts, déclenchement et seuil de tolérance | Processus écologique qui modifie fondamentalement le comportement des systèmes                     | Effet de serre                                                                   |

## Détermination des critères de l'étude d'impact
Les études d'impact s'appuient sur la détermination de critères appropriés pour orienter les choix et la prise de décision.

### Critères de l'impact
Des critères indissociables guident les études d'impacts :
- étendue de l'impact : changement de la mesure d'une variable de l'environnement, tant au niveau spatial que temporel. Elle peut représenter une mesure (par exemple la superficie d'un peuplement forestier inondé par la mise en eau d'un barrage) ou une prédiction (l'accroissement sonore à la suite de la construction d'un projet routier par exemple), mais de façon quantifiable ;
- intensité ou ampleurs des modifications : degré de perturbation du milieu, variable selon le degré de sensibilité ou de vulnérabilité de la structure ;
- durée de l'impact : aspect temporel avec les caractères de réversibilité ;
- fréquence de l'impact : caractère intermittent ou occurrence ;
- niveau d'incertitude : probabilité que l'impact se produise.

### Qualification de l'impact
Les impacts peuvent alors être qualifiés :
- impact direct : exprime une relation de cause à effet entre une composante du projet et un élément de l'environnement ;
- impact indirect : découle d’un impact direct et lui succède dans une chaîne de conséquences ;
- impact cumulatif : : résultat d’une combinaison d’impacts générés par un même projet ou par plusieurs projets dans le temps (passé, présent ou avenir) et dans l’espace ;
- impact résiduel : impact subsistant après l'application d'une mesure d'atténuation.

### Importance de l'impact
L'importance de l'impact constitue un jugement porté sur l'importance des modifications anticipées, qui tient compte du contexte d'insertion spatial et temporel du projet. Ce jugement peut s'appuyer sur différents critères :
Sur les composants biophysiques :
- permanence de l’effet anticipé et son potentiel cumulatif ;
- rareté ou unité des espèces ou des écosystèmes ;
- sensibilité du milieu d’insertion en ce qui a trait à la résilience ;
- réversibilité des impacts ;
- moments de manifestation de l’impact.

Sur les composants humains :
- sensibilité des groupes humains affectés ;
- réversibilité des impacts ;
- valeur accordée à la ressource qui subit l’impact ;
- moment de manifestation de l’effet ;
- conséquences économiques.

### Signification de l'impact
C'est la valeur, variable, qu'accorde chacun des acteurs aux deux caractéristiques précédentes. Pour des communautés locales, elle est le reflet de leur appropriation de leur espace de vie, de la façon dont elles y vivent, dont elles le perçoivent et désirent le voir évoluer. Pour la majorité des autres acteurs, elle reflète leur propre idéologie ; l'ensemble des valeurs qui servent à fonder leur jugement. Leurs actions et les composantes de l'environnement suivent un ordre de priorité et les conséquences de leurs décisions sont évaluées selon un ensemble de critères idéologiques et implicites.

## Impact et valeurs
Historiquement, le terme d'impact prend sa source dans l'aménagement du territoire avec les grands projets (barrages, projets autoroutiers, etc.). L'impact environnemental est intégré dans l'aménagement afin de :
- déterminer quelles sont les évolutions des pratiques de l'aménagement ;
- répondre aux questions de l'effet de l'aménagement ;
- fonder en raison l'anticipation et les effets de l'action ;
- appréhender les effets et leurs légitimités ;
- déterminer la probabilité de l'impact, la transformation de l'action, le risque de l'aspect négatif ;
- évaluer la mise en péril de l'action économique et sociale.

## Perception de l'impact

### Échelles de perception de l'impact
Les hommes, comme indiqué précédemment, entretiennent certaines relations avec leur environnement et induisent donc des impacts qui ne seront pas appréhendés de la même façon suivant les individus, le groupe ou la société. L’environnement relève donc d'un concept à échelles multiples :
- échelle micro : l'individu, la famille ;
- échelle méso : le groupe élargi à l'intérêt commun, d'ordre culturel, social, économique ;
- échelle macro : l'Humanité, les problèmes globaux tels que l’effet de serre. Ces problèmes résultent de l’accumulation des effets associés aux activités des échelles inférieures et non de l'avènement d’un seul projet susceptible d’engendrer un impact.

| Échelles                                                     | Systèmes de références                                    | Exemples de projet                      |
| ------------------------------------------------------------ | --------------------------------------------------------- | --------------------------------------- |
| Micro - milieu de vie : quotidien, résidence, quartier, etc. | Un individu, un groupe restreint                          | Construction d'un échangeur autoroutier |
| Méso - milieu de vie élargie : ville, région, État           | Un groupe d'intérêt commun (culturel, social, économique) | Construction d'un barrage               |
| Macro : condition de vie humaine, continent, Terre           | Société, l'espèce humaine                                 | Lutte contre la désertification         |

Ce tableau met en évidence que les échelles de perception peuvent varier de l'individu et son environnement immédiat, à l'espèce humaine en général et la planète qu'elle occupe. Les projets en fonction de leur échelle d'application n'auront donc pas les mêmes impacts et les mêmes ordres de grandeurs.
Il apparaît que l'espace et la société entretiennent des interactions étroites dans la façon d'appréhender l'environnement et de concevoir les effets sur celui-ci. Le raisonnement ci-dessous illustre les représentations de perception des impacts de l'environnement suivant son placement géographique et social (C. Landreau et P. Mao P, 2004 d’après P. Bourdeau) :
1. De micro à macro : échelles de référence partant d’un point précis (voie d'escalade, site) à une unité vaste (planète) ;
2. De l’individu au groupe : Les acteurs sur l’échelle spatiale. Ils vont évoluer sur un espace donné en fonction de leurs actions ; ces actions et ses perceptions sont influencées suivant s’ils se situent en tant qu’individu au sein d’un groupe ;
3. L'individu a une notion de territorialité suivant un but précis, pour répondre à une demande socialement conditionnée. Sur ce territoire, il va donc inconsciemment provoquer un impact pour la satisfaction de son besoin (loisirs, production…) ;
4. Le groupe formé par des individus, utilise un espace pour l’ensemble de besoins. Cet espace est, suivant différents groupes, utilisé et appréhendé de façon diverse (culture, histoire…). Ces usages diffus engendrent des macro-impacts (pollutions, effet de serre…) ;
5. Le groupe suivant son action va agir sur un territoire précis (micro-échelle), ce territoire est chargé de représentations et est défini pour un usage particulier = territoire
6. L'individu en tant que tel, va, par ses actions, sa pression de fréquentation, s’intégrer à une masse d’individus et agir sur des macro-échelles ;
7. Transversalité entre micro-impact et macro-impact par effet cumulatif avec les individus, les groupes sur des échelles micro et macro.

## Impact environnemental pour quelques activités humaines
On trouvera plus de détails dans les articles suivants :
- de l'agriculture ;
- des barrages ;
- du café ;
- de l'eau en bouteille ;
- du covid-19 ;
- de l'élevage ;
- du golf ;
- de l'industrie du textile ;
- du jeu vidéo ;
- de la métallurgie ;
- du numérique ;
- du papier ;
- de la pêche ;
- de la RFID ;
- du streaming ;
- du tourisme ;
- du transport aérien ;
- du transport maritime ;
- du transport routier ;
- de la 5G.